# Gonatocerus lamarcki
Gonatocerus lamarcki är en stekelart som beskrevs av Girault 1912. Gonatocerus lamarcki ingår i släktet Gonatocerus och familjen dvärgsteklar. Inga underarter finns listade i Catalogue of Life.